# Lista de ministros dos Transportes de Portugal

Bandeira de ministro de Portugal.

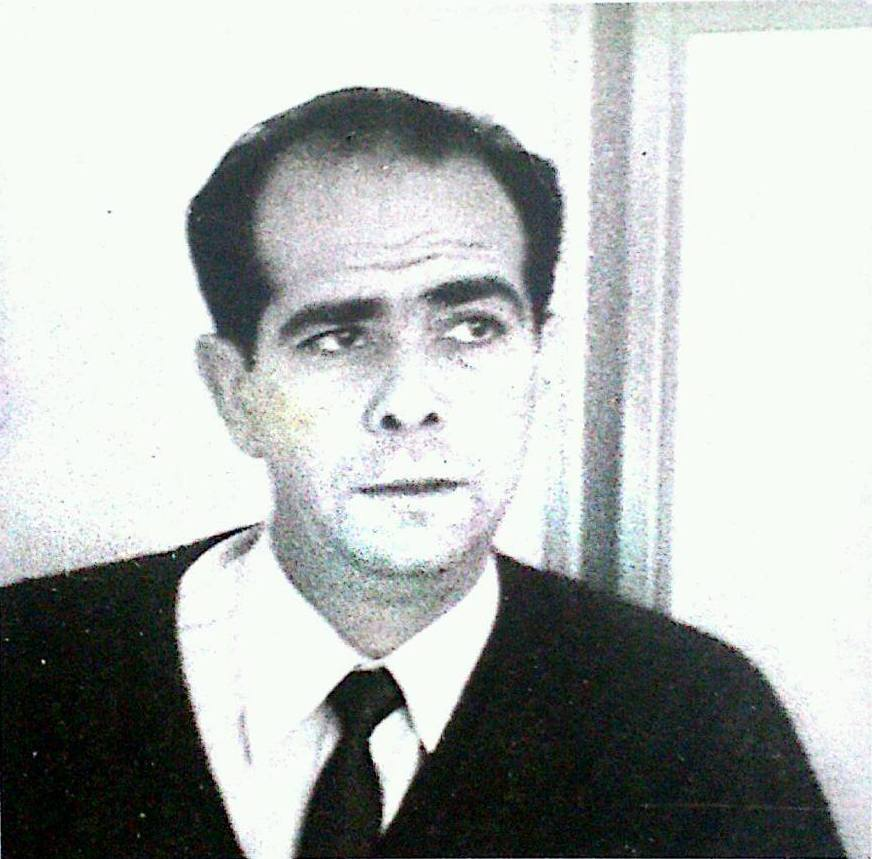
Álvaro Veiga de Oliveira, primeiro ministro dos Transportes e Comunicações do pós-25 de Abril.

Esta é uma lista de ministros detentores da pasta dos Transportes em Portugal, entre a criação do Ministério das Subsistências e Transportes a 9 de março de 1918 e a extinção do Ministério das Obras Públicas, Transportes e Comunicações a 21 de junho de 2011, com a tomada de posse do XIX Governo Constitucional.
A lista cobre a Primeira República (1910–1926), o período ditatorial da Ditadura Militar, Ditadura Nacional e Estado Novo (1926–1974) e o atual período democrático (1974–atualidade), apresentando os ministros de ministérios que tenham incluído na sua nomenclatura a pasta dos Transportes, não se incluindo ministros de ministérios que tutelaram os Transportes sem que estes se refletissem na nomenclatura do ministério.

## Designação
Entre 1918 e a atualidade, o cargo de ministro dos Transportes teve as seguintes designações:
- Ministro das Subsistências e Transportes — designação usada entre 9 de março de 1918 e 15 de maio de 1918;
- Secretário de Estado das Subsistências e Transportes — designação usada entre 15 de maio de 1918 e 15 de julho de 1918:
- Serviços integrados no Ministério do Comércio — entre 15 de julho de 1918 e 9 de outubro de 1918
- Serviços integrados no Ministério dos Abastecimentos — entre 9 de outubro de 1918 e 17 de setembro de 1919
- Serviços integrados no Ministério do Comércio e Comunicações — entre 17 de setembro de 1919 e 5 de julho de 1932;
- Serviços integrados no Ministério das Obras Públicas e Comunicações — entre 5 de julho de 1932 e 4 de fevereiro de 1947;
- Serviços integrados no Ministério das Comunicações — entre 4 de fevereiro de 1947 e 16 de maio de 1974;
- Serviços integrados no Ministério do Equipamento Social e do Ambiente — entre 16 de maio de 1974 e 26 de março de 1975;
- Ministro dos Transportes e Comunicações — designação usada entre 26 de março de 1975 e 4 de setembro de 1981;
- Ministro da Habitação, Obras Públicas e Transportes — designação usada entre 4 de setembro de 1981 e 9 de junho de 1983;
- Serviços integrados no Ministério do Equipamento Social — entre 9 de junho de 1983 e 6 de novembro de 1985;
- Ministro das Obras Públicas, Transportes e Comunicações — designação usada entre 6 de novembro de 1985 e 28 de outubro de 1995;
- Serviços integrados no Ministério do Equipamento Social — entre 28 de outubro de 1995 e 15 de janeiro de 1996;
- Serviços integrados no Ministério do Equipamento, do Planeamento e da Administração do Território — entre 15 de janeiro de 1996 e 25 de outubro de 1999;
- Serviços integrados no Ministério do Equipamento Social — entre 25 de outubro de 1999 e 6 de abril de 2002;
- Ministro das Obras Públicas, Transportes e Habitação — designação usada entre 6 de abril de 2002 e 17 de julho de 2004;
- Ministro das Obras Públicas, Transportes e Comunicações — designação usada entre 17 de julho de 2004 e 21 de junho de 2011;
- Serviços integrados no Ministério da Economia e do Emprego — entre 21 de junho de 2011 e 24 de julho de 2013;
- Serviços integrados no Ministério da Economia — entre 24 de julho de 2013 e 26 de novembro de 2015;
- Serviços integrados no Ministério do Planeamento e das Infraestruturas — entre 26 de novembro de 2015 e 18 de fevereiro de 2019;
- Serviços integrados no Ministério das Infraestruturas e da Habitação — entre 18 de fevereiro de 2019 e 4 de janeiro de 2023;
- Serviços integrados no Ministério das Infraestruturas — entre 4 de janeiro de 2023 e a atualidade.

## Numeração
São contabilizados os períodos em que o ministro esteve no cargo ininterruptamente, não contando se este serve mais do que um mandato consecutivo, e não contando ministros provisórios durante os respetivos mandatos. Ministros que sirvam em períodos distintos são, obviamente, distinguidos numericamente. 

## Lista
Legenda de cores

(para partidos e correntes políticas)
| Primeira República (1911–1926)           | |                    |                         |                         |         |                                                                                   |
| #                                        | Ministro das Subsistências e Transportes | Retrato            | Início do mandato       | Fim do mandato          | Governo | Governo                                                                           |
| República Nova (1917–1918)               | |                    |                         |                         |         |                                                                                   |
| 1                                        | António Maria de Azevedo Machado dos Santos (1875–1921) |                    | 9 de março de 1918      | 15 de maio de 1918      |         | XV Sidónio Pais                                                                   |
| #                                        | Secretário de Estado das Subsistências e Transportes | Retrato            | Início do mandato       | Fim do mandato          | Governo | Governo                                                                           |
| –                                        | António Maria de Azevedo Machado dos Santos (continuação) (1875–1921) |                    | 15 de maio de 1918      | 9 de junho de 1918      |         | XVI Sidónio Pais                                                                  |
| 2                                        | Eduardo Fernandes de Oliveira (interino) (1882–1943) |                    | 9 de junho de 1918      | 15 de julho de 1918     |         | XVI Sidónio Pais                                                                  |
| #                                        | Pasta dos Transportes | Retrato            | Início do mandato       | Fim do mandato          | Governo | Governo                                                                           |
| –                                        | Serviços integrados no Ministério do Comércio (ver: Lista de ministros do Comércio de Portugal) |                    | 15 de julho de 1918     | 9 de outubro de 1918    | ——      | ——                                                                                |
| –                                        | Serviços integrados no Ministério dos Abastecimentos (ver: Lista de ministros dos Abastecimentos de Portugal) |                    | 9 de outubro de 1918    | 23 de dezembro de 1918  | ——      | ——                                                                                |
| Governos Constitucionais (1918–1926)     | |                    |                         |                         |         |                                                                                   |
| –                                        | Serviços integrados no Ministério dos Abastecimentos (ver: Lista de ministros dos Abastecimentos de Portugal) |                    | 23 de dezembro de 1918  | 17 de setembro de 1919  | ——      | ——                                                                                |
| –                                        | Serviços integrados no Ministério do Comércio e Comunicações (ver: Lista de ministros do Comércio de Portugal e Lista de ministros das Comunicações de Portugal) |                    | 17 de setembro de 1919  | 29 de maio de 1926      | ——      | ——                                                                                |
| Segunda República (1926–1974)            | |                    |                         |                         |         |                                                                                   |
| #                                        | Pasta dos Transportes | Retrato            | Início do mandato       | Fim do mandato          | Governo | Governo                                                                           |
| Ditadura Militar (1926–1928)             | |                    |                         |                         |         |                                                                                   |
| –                                        | Serviços integrados no Ministério do Comércio e Comunicações (ver: Lista de ministros do Comércio de Portugal e Lista de ministros das Comunicações de Portugal) |                    | 29 de maio de 1926      | 18 de abril de 1928     | ——      | ——                                                                                |
| Ditadura Nacional (1928–1933)            | |                    |                         |                         |         |                                                                                   |
| –                                        | Serviços integrados no Ministério do Comércio e Comunicações (ver: Lista de ministros do Comércio de Portugal e Lista de ministros das Comunicações de Portugal) |                    | 18 de abril de 1929     | 5 de julho de 1932      | ——      | ——                                                                                |
| –                                        | Serviços integrados no Ministério das Obras Públicas e Comunicações (ver: Lista de ministros das Obras Públicas de Portugal e Lista de ministros das Comunicações de Portugal) |                    | 5 de julho de 1932      | 11 de abril de 1933     | ——      | ——                                                                                |
| Estado Novo (1933–1974)                  | |                    |                         |                         |         |                                                                                   |
| –                                        | Serviços integrados no Ministério das Obras Públicas e Comunicações (ver: Lista de ministros das Obras Públicas de Portugal e Lista de ministros das Comunicações de Portugal) |                    | 11 de abril de 1933     | 4 de fevereiro de 1947  | ——      | ——                                                                                |
| –                                        | Serviços integrados no Ministério das Comunicações (ver: Lista de ministros das Comunicações de Portugal) |                    | 4 de fevereiro de 1947  | 25 de abril de 1974     | ——      | ——                                                                                |
| Terceira República (1974–presente)       | |                    |                         |                         |         |                                                                                   |
| #                                        | Pasta dos Transportes (Nascimento–Morte) | Retrato            | Início do mandato       | Fim do mandato          | Governo | Governo                                                                           |
| Junta de Salvação Nacional (1974)        | |                    |                         |                         |         |                                                                                   |
| –                                        | Serviços integrados no Ministério das Comunicações (ver: Lista de ministros das Comunicações de Portugal) |                    | 25 de abril de 1974     | 16 de maio de 1974      | ——      | ——                                                                                |
| Governos Provisórios (1974–1976)         | |                    |                         |                         |         |                                                                                   |
| –                                        | Serviços integrados no Ministério do Equipamento Social e do Ambiente (ver: Lista de ministros das Obras Públicas de Portugal e Lista de ministros do Ambiente de Portugal) |                    | 16 de maio de 1974      | 26 de março de 1975     | ——      | ——                                                                                |
| #                                        | Ministro dos Transportes e Comunicações (Nascimento–Morte) | Retrato            | Início do mandato       | Fim do mandato          | Governo | Governo                                                                           |
| 3                                        | Álvaro Augusto Veiga de Oliveira (1929–2006) |                    | 26 de março de 1975     | 8 de agosto de 1975     |         | IV Prov. Gonçalves                                                                |
| 4                                        | Henrique Manuel Araújo de Oliveira Sá (interino) (1919–2020) |                    | 8 de agosto de 1975     | 19 de setembro de 1975  |         | V Prov. Gonçalves                                                                 |
| 5                                        | Walter Ruivo Pinto Gomes Rosa (1919–2017) |                    | 19 de setembro de 1975  | 6 de janeiro de 1976    |         | VI Prov. Pinheiro de Azevedo                                                      |
| 6                                        | José Augusto Fernandes (n/d–n/d) |                    | 6 de janeiro de 1976    | 23 de julho de 1976     |         | VI Prov. Pinheiro de Azevedo                                                      |
| Governos Constitucionais (1976-Presente) | |                    |                         |                         |         |                                                                                   |
| 7                                        | Emílio Rui da Veiga Peixoto Vilar (1939–) |                    | 23 de julho de 1976     | 30 de janeiro de 1978   |         | I Soares                                                                          |
| 8                                        | Manuel Branco Ferreira Lima (1938–2001) |                    | 30 de janeiro de 1978   | 29 de agosto de 1978    |         | II Soares                                                                         |
| 9                                        | Amílcar José de Gouveia Marques (1917–1982) |                    | 29 de agosto de 1978    | 22 de novembro de 1978  |         | III Nobre da Costa                                                                |
| 10                                       | José Ricardo Marques da Costa (1932–) |                    | 22 de novembro de 1978  | 1 de agosto de 1979     |         | IV Mota Pinto                                                                     |
| 11                                       | Frederico Alberto Monteiro da Silva (1925–) |                    | 1 de agosto de 1979     | 3 de janeiro de 1980    |         | V Pintasilgo                                                                      |
| 12                                       | José Carlos Pinto Soromenho Viana Baptista (1931–2004) |                    | 3 de janeiro de 1980    | 4 de setembro de 1981   |         | VI Sá Carneiro (até 4 dez. 1980) Freitas do Amaral (desde 4 dez. 1980) (interino) |
| 12                                       | José Carlos Pinto Soromenho Viana Baptista (1931–2004) | VII Pinto Balsemão | 3 de janeiro de 1980    | 4 de setembro de 1981   |         |                                                                                   |
| #                                        | Ministro da Habitação, Obras Públicas e Transportes (Nascimento–Morte) | Retrato            | Início do mandato       | Fim do mandato          | Governo | Governo                                                                           |
| –                                        | José Carlos Pinto Soromenho Viana Baptista (continuação) (1931–2004) |                    | 4 de setembro de 1981   | 9 de junho de 1983      |         | VIII Pinto Balsemão                                                               |
| #                                        | Pasta dos Transportes | Retrato            | Início do mandato       | Fim do mandato          | Governo | Governo                                                                           |
| –                                        | Serviços integrados no Ministério do Equipamento Social (ver: Lista de ministros das Obras Públicas de Portugal) |                    | 9 de junho de 1983      | 6 de novembro de 1985   | ——      | ——                                                                                |
| #                                        | Ministro das Obras Públicas, Transportes e Comunicações (Nascimento–Morte) | Retrato            | Início do mandato       | Fim do mandato          | Governo | Governo                                                                           |
| 13                                       | João Maria Leitão de Oliveira Martins (1934–2011) |                    | 6 de novembro de 1985   | 24 de abril de 1990     |         | X Cavaco Silva                                                                    |
| 13                                       | João Maria Leitão de Oliveira Martins (1934–2011) | XI Cavaco Silva    | 6 de novembro de 1985   | 24 de abril de 1990     |         |                                                                                   |
| 14                                       | Joaquim Martins Ferreira do Amaral (1945–) |                    | 24 de abril de 1990     | 28 de outubro de 1995   |         | XI Cavaco Silva                                                                   |
| 14                                       | Joaquim Martins Ferreira do Amaral (1945–) | XII Cavaco Silva   | 24 de abril de 1990     | 28 de outubro de 1995   |         |                                                                                   |
| #                                        | Pasta dos Transportes | Retrato            | Início do mandato       | Fim do mandato          | Governo | Governo                                                                           |
| –                                        | Serviços integrados no Ministério do Equipamento Social (ver: Lista de ministros das Obras Públicas de Portugal) |                    | 28 de outubro de 1995   | 15 de janeiro de 1996   | ——      | ——                                                                                |
| –                                        | Serviços integrados no Ministério do Equipamento, do Planeamento e da Administração do Território (ver: Lista de ministros das Obras Públicas de Portugal, Lista de ministros do Plano e do Planeamento de Portugal e Lista de ministros da Administração do Território de Portugal) |                    | 15 de janeiro de 1996   | 25 de outubro de 1999   | ——      | ——                                                                                |
| –                                        | Serviços integrados no Ministério do Equipamento Social (ver: Lista de ministros das Obras Públicas de Portugal) |                    | 25 de outubro de 1999   | 6 de abril de 2002      | ——      | ——                                                                                |
| #                                        | Ministro das Obras Públicas, Transportes e Habitação (Nascimento–Morte) | Retrato            | Início do mandato       | Fim do mandato          | Governo | Governo                                                                           |
| 15                                       | Luís Francisco Valente de Oliveira (1937–) |                    | 6 de abril de 2002      | 5 de abril de 2003      |         | XV Durão Barroso                                                                  |
| 16                                       | António Pedro de Nobre Carmona Rodrigues (1956–) |                    | 5 de abril de 2003      | 17 de julho de 2004     |         | XV Durão Barroso                                                                  |
| #                                        | Ministro das Obras Públicas, Transportes e Comunicações (Nascimento–Morte) | Retrato            | Início do mandato       | Fim do mandato          | Governo | Governo                                                                           |
| 17                                       | António Luís Guerra Nunes Mexia (1957–) |                    | 17 de julho de 2004     | 12 de março de 2005     |         | XVI Santana Lopes                                                                 |
| 18                                       | Mário Lino Soares Correia (1940–) |                    | 12 de março de 2005     | 26 de outubro de 2009   |         | XVII Sócrates                                                                     |
| 19                                       | António Augusto da Ascenção Mendonça (1954–) |                    | 26 de outubro de 2009   | 21 de junho de 2011     |         | XVIII Sócrates                                                                    |
| #                                        | Pasta dos Transportes | Retrato            | Início do mandato       | Fim do mandato          | Governo | Governo                                                                           |
| –                                        | Serviços integrados no Ministério da Economia e do Emprego (ver: Lista de ministros da Economia de Portugal e Lista de ministros do Trabalho de Portugal) |                    | 21 de junho de 2011     | 24 de julho de 2013     | ——      | ——                                                                                |
| –                                        | Serviços integrados no Ministério da Economia (ver: Lista de ministros da Economia de Portugal) |                    | 24 de julho de 2013     | 26 de novembro de 2015  | ——      | ——                                                                                |
| –                                        | Serviços integrados no Ministério do Planeamento e das Infraestruturas (ver: Lista de ministros do Planeamento de Portugal e Lista de ministros das Infraestruturas de Portugal) |                    | 26 de novembro de 2015  | 18 de fevereiro de 2019 | ——      | ——                                                                                |
| –                                        | Serviços integrados no Ministério das Infraestruturas e da Habitação (ver: Lista de ministros das Infraestruturas de Portugal e Lista de ministros da Habitação de Portugal) |                    | 18 de fevereiro de 2019 | 4 de janeiro de 2023    | ——      | ——                                                                                |
| –                                        | Serviços integrados no Ministério das Infraestruturas (ver: Lista de ministros das Infraestruturas de Portugal) |                    | 4 de janeiro de 2023    | presente                | ——      | ——                                                                                |